# Louis Ramond de Carbonnières
Louis François Élisabeth Ramond (Strasburgo, 4 gennaio 1755 – Parigi, 14 maggio 1827) è stato un politico, geologo e botanico francese.

## Biografia
Louis François Élisabeth Ramond nacque a Strasburgo da Pierre-Bernard Ramond (1715–1796), tesoriere della guerra, e da Rosalie-Reine Eisentrand (1732–1762).
Studiò legge all'Università di Strasburgo nel 1775 e nel febbraio del 1777 diventò avvocato. A Strasburgo fece amicizia con un altro studente, Jakob Michael Reinhold Lenz (1751–1792), uno scrittore che apparteneva al movimento dello Sturm und Drang. Durante questo periodo Ramond scoprì la letteratura romantica tedesca, in particolare I dolori del giovane Werther di Johann Wolfgang von Goethe; questo libro lo spinse a diventare scrittore e nel 1777 pubblicò Les Dernières aventures du jeune d'Olban, influenzato dal libro di Goethe. Ramond intraprese un viaggio verso la Svizzera nel maggio del 1777 dove incontrò altri scrittori, poeti e scienziati tra cui il teologo Johann Kaspar Lavater (1741–1801) e gli zoologi Albrecht von Haller (1708–1777) e Charles Bonnet (1720–1793); venne con lui anche il suo amico Lenz. I due uomini condividevano quello che era a detta di tutti un'estasiante esperienza, cioè la contemplazione della valle del Reno. Ramond si appassionò anche all'alta montagna. Qualche giorno dopo, Lenz ebbe il suo prima attacco di follia. Nel 1778 Ramond pubblicò Élégies, impressioni ispirate dal suo amore per la natura. Alcuni estratti di questo lavoro sono stati pubblicati lo stesso anno nel Journal de Dames di Claude-Joseph Dorat (1734–1780).
Nel 1779 Ramond e suo padre si trasferirono a Parigi. Nel 1780 pubblicò La Guerre d'Alsace pendant le Grand Schisme d'Occident, un'epopea romantica e storica. Ma la capitale francese non era ancora pronta per il Romanticismo tedesco e il libro non fu accolto così come lui aveva sperato.
Una volta lasciata Parigi tornò a Strasburgo, dove si mise a servizio del cardinale Louis René Édouard de Rohan (1734–1803), principe di Rohan-Guemenée e arcivescovo di Strasburgo, celebre per il suo ruolo nell'Affare della collana. In compagnia del principe, Ramond viaggiò molto e incontrò molte persone famose a quell'epoca. Il cardinale fu esiliato a La Chaise-Dieu nel giugno del 1786 e partì per l'Alvernia, accompagnato dal suo fedele segretario. Quell'estate, il cardinale volle rimanere in una città termale dei Pirenei; così Ramond andò in ricognizione nella zona. I due uomini trascorse l'estate e l'autunno del 1787 a Barèges. Ramond iniziò ad esplorare le vicine montagne sopra Gavarnie e nel Massiccio Maladetta per conoscere le loro formazioni geologiche: questi sono stati oggetto di una controversia di attualità, alimentata in particolare dalle teorie calcaree di Déodat de Dolomieu (1750–1801) e per vedere se le montagne erano di granito o calcare, che credevano che fossero rocce più vecchie.

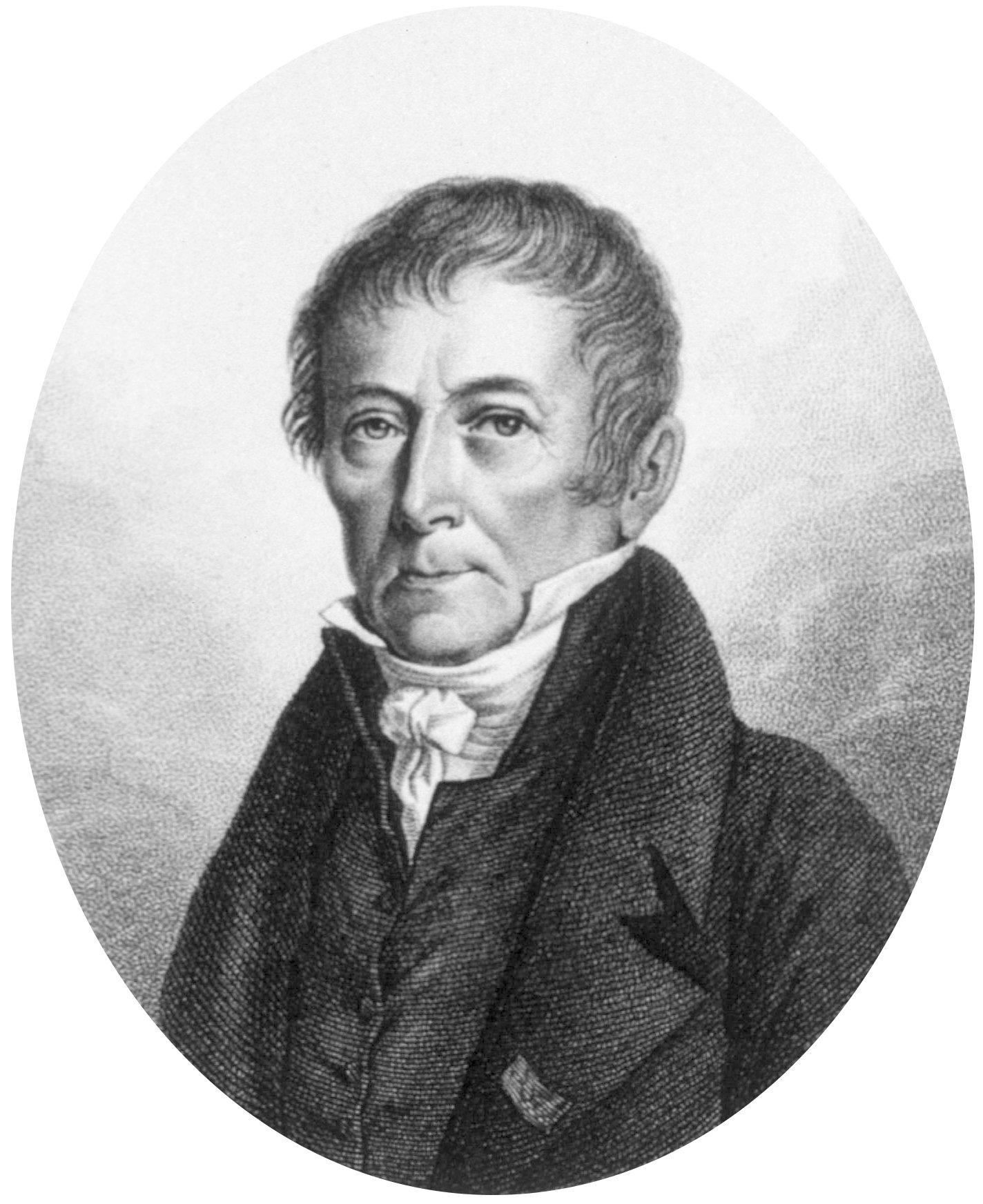
Louis François Élisabeth Ramond, baron de Carbonnières nel 1823

Quando il cardinale fu autorizzato a tornare a Strasburgo nel dicembre del 1788, Ramond si stabilì a Parigi, dove, nel 1789 pubblicò le sue Observations faites dans les Pyrénées, pour servir de suite à des observations sur les Alpes. Per migliorare la sua conoscenza della storia naturale seguì i corsi di Jussieu (1748–1836) e René Desfontaines (1780–1831) nel Jardin des Plantes.
Inoltre si lanciò in politica, venne eletto deputato di Parigi nel settembre del 1791 e si unì al Club dei Foglianti. Nel 1792 ha difeso i sacerdoti refrattari di cui avevano votato l'espulsione. Ramond sostenne l'azione di Gilbert du Motier de La Fayette che tentò di temperare l'eccessivo entusiasmo dei giacobini. Visto che la sua vita in pericolo, Ramond decise di fuggire a Parigi nel mese di agosto e cercare rifugio nei Pirenei. Sotto sorveglianza e considerato sospetto, partì per Barèges, dove compì numerose escursioni botaniche e osservazioni geologiche.
Nel 1794 fu arrestato e accusato di essere diventato un nemico della Rivoluzione francese. Venne imprigionato a Tarbes per sette mesi e riuscì ad evitare la ghigliottina. Dal 1796 si dedica esclusivamente alla storia naturale. Ebbe corrispondenza con Philippe Picot de Lapeyrouse (1744–1818) e vari botanici come René Desfontaines, Jean Thore (1762–1823) e Dominique Villars (1745–1814). Dal 1796, ha insegnato come professore di storia naturale presso la nuova Scuola Centrale di Tarbes , dove i suoi corsi ebbero un immediato successo e divenne ben presto uno specialista in botanica e in geologia dei Pirenei centrali. Nel 1797 è stato finalmente in grado di concentrarsi su un progetto che lo aveva incuriosito da tempo: raggiungere la cima del Monte Perdido (3355 m) per contrastare le teorie di Déodat de Dolomieu e Lapeyrouse sull'epoca precoce del calcare della catena centrale. La spedizione, che comprendeva circa quindici persone, inclusi Picot de Lapeyrouse e molti degli allievi di Ramond, trovò molti fossili, ma non raggiunse la cima del monte. Il racconto della spedizione apparve sotto il titolo Voyage au Mont-Perdu et dans la partie adjacente des Hautes-Pyrénées nel 1797. Il 7 settembre dello stesso anno, sempre accompagnato dai suoi allievi e da Charles-François Brisseau de Mirbel (1776–1854) Ramond fece un secondo tentativo. L'amministratore e guardia forestale Étienne-François Dralet (1760–1844) prese parte alla spedizione. Ma solo nel 1802 raggiunse finalmente la cima. Ramond scrisse un articolo su questa scalata nel Journal de Mines. Egli corrispondeva in particolare con René Just Haüy (1743–1822), Alexandre Brongniart (1770–1847) e Jean Florimond Boudon de Saint-Amans (1748–1831). 

Massiccio del monte Perdido

Dopo che la Scuola Centrale di Tarbes chiuse ritornò a Parigi nel 1800 come membro del Consiglio Costituzionale. Dal 1800 al 1806, lavorò con il Parlamento; partecipò anche ai lavori della Société des observateurs de l'homme e nel gennaio del 1802 diventò membro dell'Accademia francese delle scienze. Nel 1805 sposò Bonne-Olympe vedova del generale Louis-Nicolas Chérin (1762–1799) e figlia del suo amico Bon-Joseph Dacier (1742–1833). Visto che era un amico di Napoleone, Ramond fu nominato vicepresidente del Corpo Legislativo, poi nel 1806 divenne prefetto di Puy-de-Dôme. Tuttavia, trascorreva più tempo ad effettuare misurazioni atmosferiche e a studiare le piante invece che occuparsi di amministrazione. Questo non gli impedì di diventare barone dell'Impero nel dicembre del 1809.
Nel 1815 pubblicò Nivellement des Monts Dorés et des Monts Dômes disposé par ordre de terrains. Lo stesso anno fu eletto deputato di Puy-de-Dôme. Nel 1818 fu eletto al Consiglio di Stato e non si allontanò più da Parigi tranne che per andare in Alvernia. Nel 1821 trascorse l'estate in Alvernia con René Desfontaines e i due giovani naturalisti Victor Jacquemont (1801–1832) e il conte Hippolyte Jaubert (1798–1874). Nel 1825 pubblicò Sur l'état de la végétation au sommet du Pic du Midi. Alla sua morte nel 1827, Ramond fu sepolto nel cimitero di Montmartre.

## Onorificenze
- Una specie endemica dei Pirenei, la Ramonda pyrenaica, appartenente alla famiglia delle Gesneriaceae — un residuo della flora del Terziario — fu dedicata a Ramond dal botanico  Jean Michel Claude Richard (1787–1868). Cresce tra un'altezza di 1.200 metri e 2.500 metri nelle fessure degli scisti. Ci sono altre due specie del genere Ramonda: R. nathaliae e R. serbica. Le possiamo trovare entrambe nei Balcani. È l'unica pianta delle Gesneriaceae che si trova fuori dalle zone tropicali o sub-tropicali.
- Il Soum de Ramond (3263 m) del massiccio del Monte Perdido è stato chiamato così in suo onore.
- Il suo nome è stato dato anche al Pic Ramougn (3011 m) un ripido picco roccioso nel massiccio Néouvielle. Ramougn è la pronuncia di Ramond in guascone.
- Il naturalista Bory de Saint Vincent ha dato il nome di Ramond ad una catena di crateri (Puy Ramond) sul Piton de la Fournaise nell'isola della Riunione: vengono regolarmente visitati da escursionisti sul percorso GR che attraversa Riunione da nord a sud e dalle migliaia di corridori che partecipano alla Diagonale des Fous ogni anno.
- La Société Ramond fu fondata nel 1865 a Bagnères-de-Bigorre da Henry Russell (1834–1909), Émilien Frossard (1829–1898), Charles Packe (1826–1896) e Farnham Maxwell-Lyte. Voleva distinguersi dalle società accademiche tradizionali, pur essendo dedicata soprattutto allo studio scientifico ed etnografico dei Pirenei e alla diffusione delle conoscenze. Ramond, che aveva primeggiato in queste discipline, è stato il miglior simbolo per la nuova società. La Società pubblica ancora un bollettino annuale.
- L'Erbario di Ramond si può vedere presso il Museo di storia naturale a Bagnères-de-Bigorre.

## Alcune opere

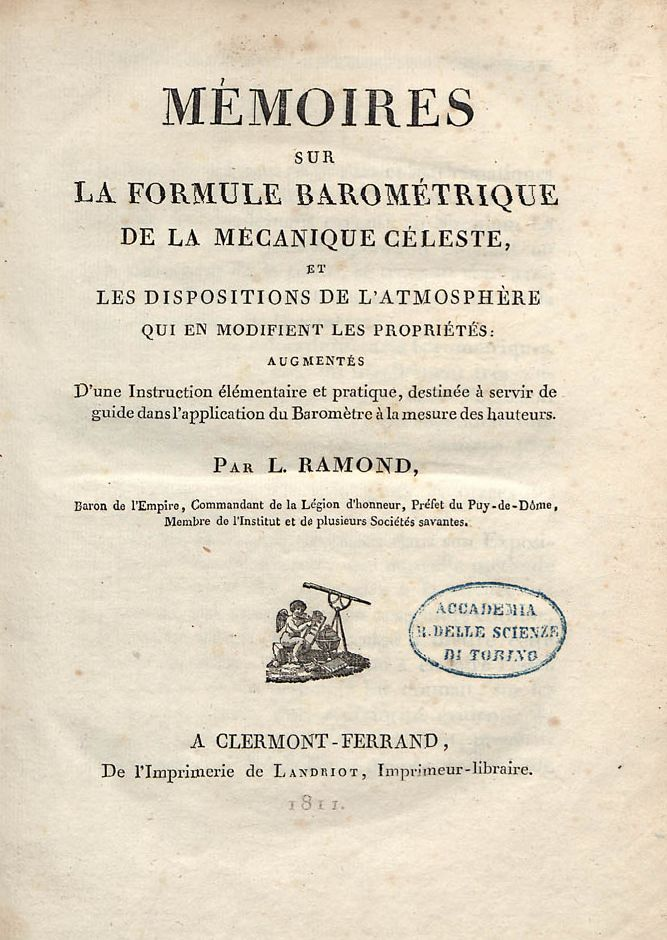
Mémoires sur la formule barometrique de la mecanique celeste, et les dispositions de l'atmosphere qui en modifient les proprietes, 1811

- (FR) Mémoires sur la formule barometrique de la mecanique celeste, et les dispositions de l'atmosphere qui en modifient les proprietes, Clermont-Ferrand, Pierre Landriot, 1811.
- (FR)  Louis Ramond de Carbonnières, Observations faites dans les Pyrénées, Flammarion, 2015
- (FR)  Louis Ramond de Carbonnières, Voyages au Mont-Perdu et dans la partie adjacente des Hautes-Pyrénées, librairie des Pyrénées et de Gascogne, 2002